# Tragus heptaneuron
Tragus heptaneuron är en gräsart som beskrevs av Clayton. Tragus heptaneuron ingår i släktet piprensargrässläktet, och familjen gräs. Inga underarter finns listade i Catalogue of Life.